# 앨프리드 P. 뮤러 연방정부청사

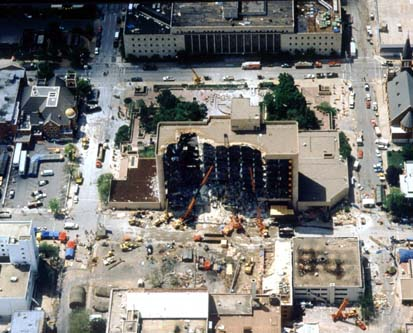
테러 당시 청사 모습

앨프리드 P. 뮤러 연방정부청사(영어: Alfred P. Murrah Federal Building)는 미국 연방 정부의 종합청사로 미국 오클라호마주 오클라호마시티의 중심가에 있었다. 이 건물은 1995년 4월 19일, 19명의 어린이를 포함한 168명의 희생자를 낸 오클라호마 폭탄 테러의 표적이 되었다. 건물의 잔해를 테러가 있은 지 1개월 뒤에 철거되었으며, 오클라호마 폭탄 테러 기념비가 그 장소에 건립되었다.

## 건축 및 용도
앨프리드 P. 뮤러 연방정부청사는 건축가 웬델 로크(Wendell Loche)가 설계하였으며, 철근 콘크리트를 사용하여 1977년에 1450만 달러의 비용을 들여 건축되었다. 이 청사의 이름은 오클라호마주 출신의 연방정부 판사 앨프리드 P. 뮤러(Alfred P. Murrah)의 이름을 딴 것이며, 청사는 1977년 3월 2일에 개장하였다.
1990년대까지 이 빌딩은 미국 사회보장국(SSA, Sosial Security Administration), 미국 마약단속국, 주류·담배·화기 단속국(ATF, Bureau of Alcohol, Tobacco, and Firearms)의 역할을 수행하였다. 또한 육군과 해병대의 신병 모집 사무소도 그 건물에 함께 있었다. 이 건물은 대략 550명의 직원을 수용하였다.

## 폭발
1995년 4월 19일 오전 9시 2분에 트럭 한 대가 대략 2,300 칼로그램의 질산암모늄 비료와 니트로메탄과 경유를 싣고서 앨프리드 P. 뮤러 연방정부청사 앞에서 폭발하였다. 이 때문에 건물의 1/3이 파괴되었으며, 근처에 있던 다른 건물들도 심각한 피해를 입었다. 이 심각한 폭발로 19명의 어린이를 포함하여 168명이 목숨을 잃었으며, 800명이 넘는 사람들이 부상을 입었다. 이는 9·11 테러가 있기 전까지 미국 영토에 대한 가장 심각한 테러였다.
티머시 멕베이(Timothy McVeigh)는 테러를 감행한 죄를 인정받아 사형을 선고받았으며, 2001년에 그에 대한 사형이 집행되었다. 공모자인 테리 니콜스(Terry Nichols)는 연방 감옥에서 수 년째 복역 중이다. 그밖에 또 다른 공모자인 마이클 포티어(Michael Fortier)와 그의 아내 로리 포티어는 테러 음모에 가담하였으며, 맥베이와 니콜스에게 불리하게 증언하였으며, 그 대가로 마이클은 12년형을 선고받았고, 로리는 사면되었다. 마이클은 증인 보호 프로그램에 따라 2006년 1월에 석방되었다.
티머시 멕베이는 그가 연방정부청사에 폭탄테러를 감행하기로 한 것은, 웨이코 포위 작전(이 사건이 일어난 지 정확히 2년 전, 1993년 4월 19일에 일어난 사건)과 루비 능선의 포위 작전 때에 정부가 취한 행동에 대한 앙갚음이었다고 진술하였다. 사형이 집행되기 전에 맥베이는 연방정부청사에 보육센터가 있는지 몰랐으며, 만약에 알았다면 "범행 표적을 변경했을 것"이라고 진술하였다. 그러나 FBI는 맥베이가 1994년 12월에 그가 이 건물 인테리어와 관련하여 고용되었으므로 폭탄 테러 전에 보육센터를 알았을 것이라고 진술하였다.

## 철거
인명 구조와 현장 복구는 5월 4일 오후 11시 50분에 종결되었으며, 희생자 중에서 세 명을 제외하고는 시신이 모두 발견되었다. 안전 상의 이유로 건물은 그 직후 철거하기로 하였다. 그러나 맥베이의 변호사인 스티븐 존스(Stephen Jones)는 변호인단이 재판을 준비하기 위하여 사건 현장을 조사할 수 있도록 철거를 연기할 것을 발의하였다. 이 과정에서 찾지 못한 3명(신용협동조합 직원 2명 및 고객 1명)의 시신이 발견되었다.
건물을 철거하는 며칠동안, 트럭은 800톤의 잔해를 멀리 떨어진 곳으로 운반하였다. 잔해물 중 일부는 공모범 재판과 관련하여 증거물로 사용되었으며, 추모공원의 일부로 포함되었고, 지역 학교에 기부되었으며, 구호 활동을 위한 자금을 조성할 목적으로 판매되었다.

## 잔해와 새 건물
지금도 연방정부청사 건물의 잔해가 오클라호마 폭탄 테러 추모공원에 일부 남아 있다. 한때 건물의 남쪽 면이었던 광장은 지금도 있으며 추모공원의 일부에 포함되었다. 옛 건물의 게양대는 여전히 사용중이다. 옛 청사 건물의 동측 벽과, 남측 벽 일부분은 지금도 온전하다. 또한 옛 건물의 지하주차장은 폭발에도 살아남아 오늘날에도 기능을 발휘하고 있다. 그러나 이 지하주차장은 대중에 개방되지 않았으며 삼엄한 경비가 이루어지고 있다.
연방정부는 2000년 후반에 옛 청사를 대신할 새 청사의 건축을 시작하였다. 새 청사는 옛 청사가 있던 곳의 바로 북쪽에 있으며, 옛 청사의 폭발 이후에 시행된 안전 조치가 포함되었다.